# ألفارو ليموس
ألفارو ليموس (بالإسبانية: Álvaro Lemos)‏ هو لاعب كرة قدم إسباني في مركز نصف الجناح، ولد في 30 مارس 1993 في سانتياغو دي كومبوستيلا في إسبانيا. لعب مع ديبورتيفو فابريل وديبورتيفو لاكورونيا وسيلتا فيغو ونادي كومبوستيلا ونادي لوغو.

## وصلات خارجية
- ألفارو ليموس على موقع قاعدة بيانات كرة القدم.إي يو (الإنجليزية)
- ألفارو ليموس على موقع Soccerway.com (الإنجليزية)
- ألفارو ليموس على موقع AS.com (الإسبانية)